# Jai Pratap Rana
Jai Pratap Rana (ur. 1938, zm. 16 marca 2004 w Baltimore, Maryland) – nepalski dyplomata 
Studiował w Indiach, Wielkiej Brytanii i USA. Od 1961 pozostawał w służbie dyplomatycznej Królestwa Nepalu, pracował w ambasadach w Wielkiej Brytanii, USA i Indiach. W latach 1985–1991 był stałym przedstawicielem Nepalu przy ONZ, pełnił m.in. obowiązki zastępcy przewodniczącego Zgromadzenia Ogólnego oraz przewodniczącego komitetu Zgromadzenia Ogólnego ds. bezpieczeństwa międzynarodowego i rozbrojenia.
W 1992 przeszedł na emeryturę, zajmował się sprawami ochrony środowiska w Nepalu; powrócił do pracy w dyplomacji w styczniu 2002, mianowany ambasadorem w USA. Zmarł (pełniąc to stanowisko) po długiej chorobie.